# Oskar Sima
Oskar Sima, nasceu Oskar Michael Sima (Hohenau an der March, 31 de julho de 1896 – Langenzersdorf, 24 de junho de 1969) foi um ator austríaco, que tornou-se conhecido por atuar em papéis coadjuvantes em inúmeros filmes de comédia entre as décadas de 1930 e 1960.

## Filmografia selecionada
- 1921: Die Ehe der Hedda Olsen oder die brennende Akrobatin
- 1922: Verklungene Zeiten
- 1922: Die Geburt des Antichrist
- 1922: Die Menschen nennen es Liebe
- 1926: Schwiegersöhne
- 1963: Sing, aber spiel nicht mit mir
- 1963: Unsere tollen Nichten
- 1963: Mit besten Empfehlungen'
- 1963: Im singenden Rößl am Königssee
- 1963: Hochzeit am Neusiedler See
- 1966: Italienische Nacht
- 1966: Das Spukschloß im Salzkammergut
- 1967: Umsonst!
- 1967: Susanne – die Wirtin von der Lahn